# Laos nos Jogos Paralímpicos de Verão de 2012
Laos irá participar dos Jogos Paralímpicos de Verão de 2012, que irão acontecer na cidade de Londres, no Reino Unido.

## Desempenho

### Levantamento de peso
Masculino
| Atletas   | Evento | Resultado | Posição |
| --------- | ------ | --------- | ------- |
| Eay Simay | -48 kg | 155,0     | 4º      |